# Seznam zemětřesení v roce 2025
Legenda:

 6,0–6,9 Mw

 7,0–7,9 Mw

 8,0+ Mw

Toto je seznam zemětřesení v roce 2025. Zahrnuta jsou zde pouze zemětřesení o síle 6,0 Mw nebo výše. Pokud mají slabší zemětřesení za následek velké škody nebo ztráty na životech, tak jsou zde taktéž zahrnuta (neplatí však u mapy vpravo). Časové termíny jsou vedeny podle UTC času a všechny údaje pochází od Americké geologické služby (USGS).

## Přehled

### Srovnání počtu zemětřesení s minulými roky
| Magnitudo (Mw) | 2015   | 2016   | 2017   | 2018   | 2019   | 2020   | 2021   | 2022   | 2023   | 2024   | 2025  | 2026 |
| -------------- | ------ | ------ | ------ | ------ | ------ | ------ | ------ | ------ | ------ | ------ | ----- | ---- |
| 8,0–9,9        | 1      | 0      | 1      | 1      | 1      | 0      | 3      | 0      | 0      | 0      | 1     |      |
| 7,0–7,9        | 18     | 16     | 6      | 16     | 9      | 9      | 16     | 11     | 19     | 10     | 8     |      |
| 6,0–6,9        | 127    | 131    | 104    | 118    | 135    | 111    | 141    | 117    | 128    | 89     | 81    |      |
| 5,0–5,9        | 1 413  | 1 549  | 1 446  | 1 671  | 1 484  | 1 314  | 2 055  | 1 599  | 1 633  | 1 408  | 1201  |      |
| 4,0–4,9        | 13 776 | 13 700 | 10 541 | 12 785 | 11 899 | 12 513 | 15 069 | 14 022 | 14 451 | 12 668 | 8 676 |      |
| Celkem         | 15 335 | 15 396 | 13 098 | 14 591 | 13 528 | 13 938 | 17 284 | 15 749 | 16 231 | 14 175 | 9 966 |      |

### Podle počtu obětí
| Pořadí | Mrtví     | Magnitudo (Mw) | Místo                   | Mercalliho stupnice | Hloubka (km) | Datum      | Událost                     | Reference         |
| ------ | --------- | -------------- | ----------------------- | ------------------- | ------------ | ---------- | --------------------------- | ----------------- |
| 1.     | 5 456     | 7,7            | Sakain, Myanmar (Barma) | X (Ničivé)          | 10           | 28. března | Zemětřesení v Myanmaru 2025 | [ 2 ] [ 3 ] [ 4 ] |
| 2.     | 126 – 400 | 7,1            | Tibet, Čína             | IX (Pustošivé)      | 10           | 7. ledna   | Zemětřesení v Tibetu (2025) | [ 5 ] [ 6 ] [ 7 ] |

### Podle magnitudy
| Pořadí | Magnitudo (Mw) | Mrtví     | Místo                                  | Mercalliho stupnice | Hloubka (km) | Datum        | Událost                      | Reference                 |
| ------ | -------------- | --------- | -------------------------------------- | ------------------- | ------------ | ------------ | ---------------------------- | ------------------------- |
| 1.     | 8,8            | 1         | Kamčatka, Rusko                        | IX (Pustošivé)      | 35           | 29. července | Zemětřesení na Kamčatce 2025 | [ 8 ] [ 9 ] [ 10 ] [ 11 ] |
| 2.     | 7,7            | 5 404     | Sakain, Myanmar (Barma)                | X (Ničivé)          | 10           | 28. března   | Zemětřesení v Myanmaru 2025  | [ 12 ] [ 13 ] [ 14 ]      |
| 3.     | 7,6            | 0         | Islas del Cisne, Honduras              | V (Málo silné)      | 10           | 8. února     |                              | [ 15 ]                    |
| 4.     | 7,4            | 0         | Kamčatka, Rusko                        | VIII (Bořivé)       | 34           | 20. července |                              | [ 16 ]                    |
| 4.     | 7,4            | 0         | Magallanes a Chilská Antarktida, Chile | V (Málo silné)      | 10           | 2. května    |                              | [ 17 ]                    |
| 5.     | 7,3            | 0         | Aljaška, USA                           | VII (Velmi silné)   | 38           | 16. července |                              | [ 18 ]                    |
| 6.     | 7,1            | 126 – 400 | Tibet, Čína                            | IX (Pustošivé)      | 10           | 7. ledna     | Zemětřesení v Tibetu (2025)  | [ 19 ] [ 20 ] [ 21 ]      |
| 7.     | 7,0            | 0         | Haʻapai, Tonga                         | VI (Silné)          | 29           | 30. března   |                              | [ 22 ] [ 23 ]             |
| 8.     | 7,0            | 0         | Macquarie, Austrálie                   | IV (Mírné)          | 31           | 28. července |                              |                           |

### Galerie
- Střešní bazén na mrakodrapu v thajském Bankoku během zemětřesení.
28. březen,
7,7 Mw
- Makroseismická mapa intenzity myanmarského zemětřesení.
28. březen,
7,7 Mw

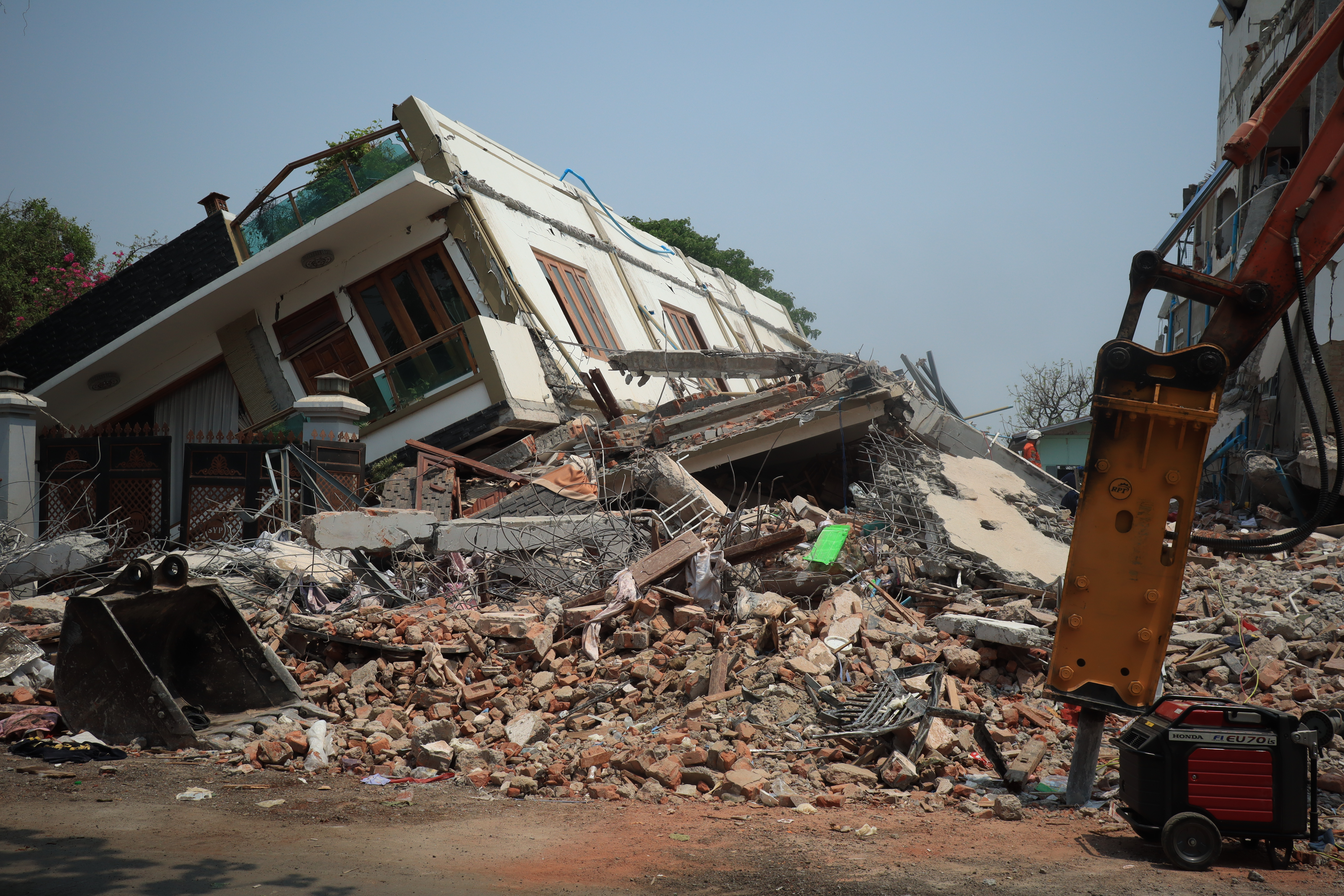
Zničená budova v Myanmaru.
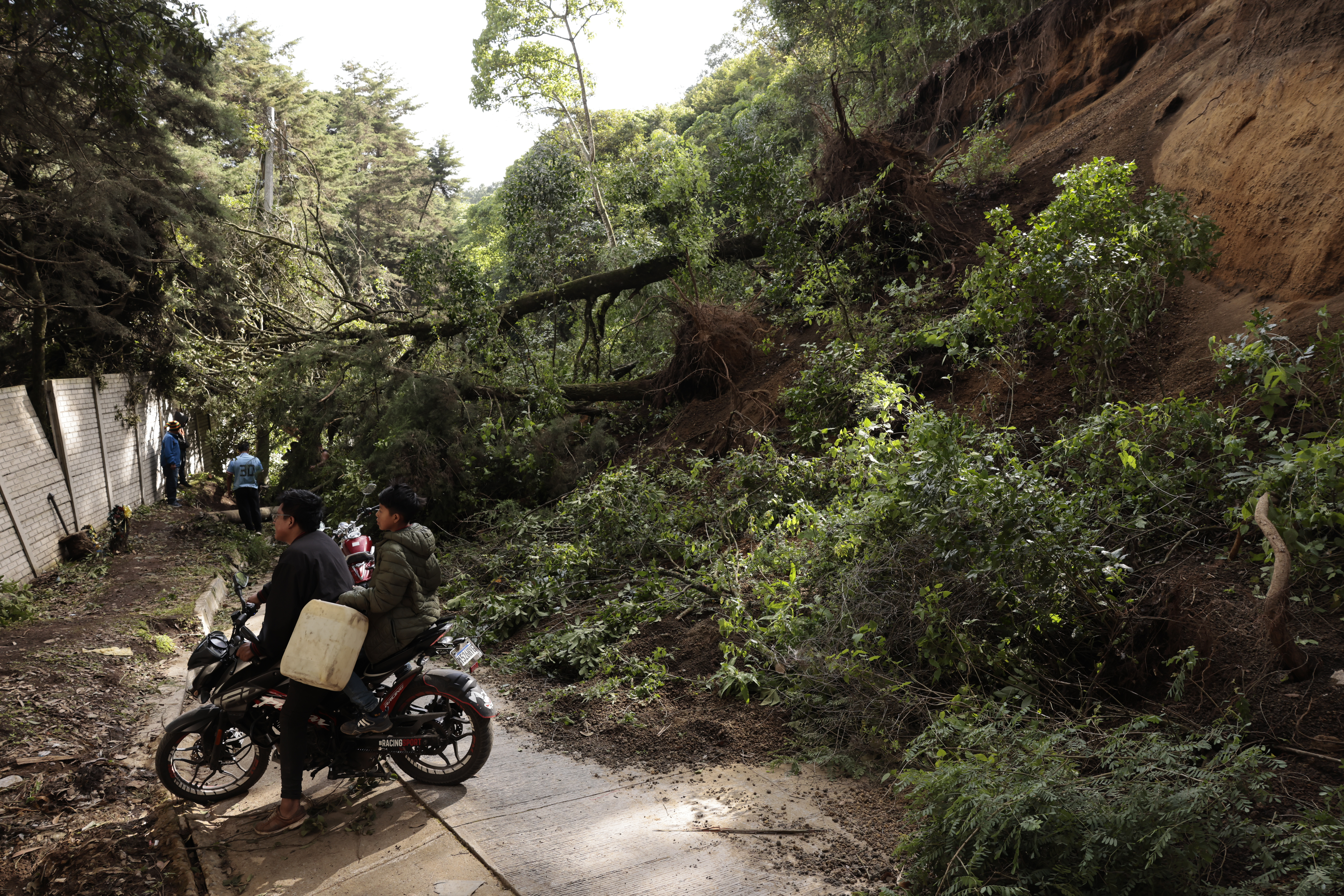
Sesuv půdy na jihu Guatemaly, 8. červenec, 5,7 Mw
Makroseismická mapa intenzitykamčatského zemětřesení. 29. červenec, 8,8 Mw

## Seznam

### Leden
| Datum     | Místo                     | Stát                                      | Magnitudo (Mw) | Hloubka (km) | Mercalliho stupnice | Poznámka                                                                | Oběti   | Oběti   |
| Datum     | Místo                     | Stát                                      | Magnitudo (Mw) | Hloubka (km) | Mercalliho stupnice | Poznámka                                                                | Mrtví   | Zranění |
| --------- | ------------------------- | ----------------------------------------- | -------------- | ------------ | ------------------- | ----------------------------------------------------------------------- | ------- | ------- |
| 1. leden  | Jižní Sandwichovy ostrovy | Jižní Georgie a Jižní Sandwichovy ostrovy | 6,1            | 70           | IV (Mírné)          | -                                                                       | -       | -       |
| 2. leden  | Ning-sia                  | Čína                                      | 4,8            | 10           | VI (Silné)          | Poškozeno tisíce domů a narušena doprava.                               | -       | 6       |
| 2. leden  | Vnitřní Mongolsko         | Čína                                      | 4,8            | 10           | VI (Silné)          | Hlášeny škody na zástavbě.                                              | -       | -       |
| 2. leden  | Antofagasta               | Chile                                     | 6,1            | 99           | V (Málo silné)      | Došlo k sesuvům a výpadkům proudu.                                      | -       | -       |
| 3. leden  | Afarsko                   | Etiopie                                   | 5,5            | 10           | IX (Pustošivé)      | Součást zemětřesného roje.                                              | 2       | několik |
| 4. leden  | Afarsko                   | Etiopie                                   | 5,7            | 8            | VIII (Bořivé)       | Dotřes.                                                                 | -       | -       |
| 5. leden  | La Libertad               | Salvador                                  | 6,2            | 46           | VI (Silné)          | Poškozeno budov a hlášeny sesuvy.                                       | -       | 2       |
| 5. leden  | Madriz                    | Nikaragua                                 | 4,2            | 6            | -                   | Jeden dům se zřítil, poškozeno dalších 18 staveb.                       | -       | -       |
| 6. leden  | Fárs                      | Írán                                      | 5,2            | 10           | VI (Silné)          | Zničeno 200 domů, dalších 300 poškozeno.                                | -       | -       |
| 7. leden  | Tibet                     | Čína                                      | 7,1            | 10           | IX (Pustošivé)      | Zemětřesení v Tibetu (2025)                                             | 126–400 | 351     |
| 7. leden  | Východní Nusa Tenggara    | Indonésie                                 | 5,0            | 10           | V (Málo silné)      | Zraněn jeden člověk. Nastal kolaps minimálně jednoho domu.              | -       | -       |
| 9. leden  | Gauteng                   | Jižní Afrika                              | 3,1            | 10           | -                   | V dole došlo k úmrtí člověka, dalších 11 se zranilo.                    | 1       | 20      |
| 12. leden | Michoacán                 | Mexiko                                    | 6,2            | 39           | VI (Silné)          | Otřes poškodil několik domů a zranil dvě osoby.                         | -       | 2       |
| 13. leden | Provincie Guayas          | Ekvádor                                   | 5,0            | 90,6         | V (Málo silné)      | Poškozeny budovy, jeden člověk zraněn.                                  | -       | 1       |
| 13. leden | Mijazaki                  | Japonsko                                  | 6,8            | 39           | VI (Silné)          | Čtyři zranění, menší škody. Zemětřesení vyvolalo tsunami o výšce 20 cm. | -       | 4       |
| 13. leden | Tibet                     | Čína                                      | 5,0            | 10           | VI (Silné)          | Zničeno několik domů.                                                   | -       | -       |
| 13. leden | Tibet                     | Čína                                      | 5,1            | 10           | V (Mírné)           | Dotřes.                                                                 | -       | -       |
| 13. leden | Fárs                      | Írán                                      | 4,6            | 10           | V (Málo silné)      | Poškozeny domy v místních vesnicích.                                    | -       | -       |
| 14. leden | Jižní Sulawesi            | Indonésie                                 | 4,7            | 10,5         | IV (Mírné)          | Jeden dům vážně poškozen.                                               | -       | -       |
| 16. leden | Jáva                      | Indonésie                                 | 3,2            | 16           | -                   | Jeden zničený dům a další poškozené.                                    | -       | -       |
| 17. leden | Západní Jáva              | Indonésie                                 | 4,3            | 75,7         | IV (Mírné)          | Místní budova se zřítila.                                               | -       | -       |
| 19. leden | Terceira                  | Portugalsko                               | 4,6            | 10           | VI (Silné)          | Několik zdí se zřítilo. Škody na zástavbě.                              | -       | -       |
| 20. leden | Tchaj-nan                 | Tchaj-wan                                 | 6,0            | 16           | VI (Silné)          | [ 51 ]                                                                  | -       | 50      |
| 22. leden | Mindanao                  | Filipíny                                  | 5,7            | 9            | VII (Velmi silné)   | Otřesy poškodily několik domů.                                          | -       | 31      |
| 23. leden | Mindanao                  | Filipíny                                  | 5,4            | 62           | IV (Mírné)          | Došlo ke škodám na budovách. Zraněno 15 studentů.                       | -       | 15      |
| 24. leden | Jihovýchodní Sulawesi     | Indonésie                                 | 4,8            | 10           | VI (Silné)          | Poškozen dům i nemocnice.                                               | -       | -       |
| 25. leden | Tchaj-nan                 | Tchaj-wan                                 | 5,1            | 10           | VI (Silné)          | Dotřes. Poškozeny domy a škola.                                         | -       | 1       |
| 25. leden | Tchaj-nan                 | Tchaj-wan                                 | 5,2            | 10           | VI (Silné)          | Další poškození domů a školy.                                           | -       | -       |
| 27. leden | Slezské vojvodství        | Polsko                                    | 3,2            | 5            | -                   | V dolu o města Radlin zemřela osoba a další desítka se zranila.         | 1       | 11      |
| 29. leden | Jihovýchodní Sulawesi     | Indonésie                                 | 5,0            | 10,1         | VII (Velmi silné)   | Tři domy zničené, stovky poškozených.                                   | -       | -       |
| 30. leden | Tchaj-nan                 | Tchaj-wan                                 | 5,1            | 10           | V (Málo silné)      | Zemětřesení způsobilo zřícení fasády a poškození vozů.                  | -       | -       |
| 31. leden | Provincie Napo            | Ekvádor                                   | 5,5            | 8            | VI (Silné)          | Několik osob hospitalizováno. Výpadky proudu a škody na budovách.       | -       | 3       |

### Únor
| Datum    | Místo                   | Stát                | Magnitudo | Hloubka (km) | Mercalliho stupnice | Poznámky | Mrtví | Zranění |
| -------- | ----------------------- | ------------------- | --------- | ------------ | ------------------- | --- | ----- | ------- |
| 3. únor  | Sídí Bú Zíd             | Tunisko             | 4,7       | 10           | VII (Velmi silné)   | Zřítila se část střechy továrny, poškozeno několik budov v Meknassi; tři lidé zraněni.                                       | -     | 3       |
| 4. únor  | Jižní Egeis             | Řecko               | 5,3       | 13,5         | VII (Velmi silné)   | Největší otřes roje zemětřesení u Santorini. Zřícený přístřešek, starší budovy poškozeny a vícečetné sesuvy.                 | -     | -       |
| 8. únor  | Kajmanské ostrovy       | Honduras            | 7,6       | 14,3         | V (Málo silné)      | Výpadky proudu a praskliny na budovách v Hondurasu a Belize. Na pobřeží mexického státu Quintana Roo pozorována 3cm tsunami. | -     | -       |
| 11. únor | Zadarská župa           | Chorvatsko          | 4,6       | 10           | V (Málo silné)      | Poškozeny desítky domů a tři kostely v okolí Posedarje; několik lidí zraněno.                                                | -     | několik |
| 23. únor | Lata                    | Šalomounovy ostrovy | 6,0       | 36           | V (Málo silné)      | - | -     | -       |
| 25. únor | Severní Sulawesi        | Indonésie           | 6,1       | 21,7         | VI (Silné)          | Poškozeno 11 domů a kostel.                                                                                                  | -     | -       |
| 27. únor | Dolnoslezské vojvodství | Polsko              | 4,7       | 2,5          | V (Málo silné)      | Otřes v dole u Polkowice, jeden horník zraněn.                                                                               | -     | 1       |
| 27. únor | Bágmatí                 | Nepál               | 5,0       | 10           | VI (Silné)          | Zraněno šest lidí; zničeny tři domy a několik dalších. Poškozena také policejní stanice.                                     | -     | 6       |